# Discographie d'Aya Nakamura
La discographie d'Aya Nakamura, chanteuse de pop urbaine et de R&B, comprend l'ensemble des disques publiés au cours de sa carrière. Au cours de sa carrière discographique, Aya Nakamura a notamment sorti quatre albums studio et de nombreux singles.

## Albums studio
| Titre                                                              | Détails de l'album                                                    | Meilleure position | Meilleure position | Meilleure position | Meilleure position | Meilleure position | Meilleure position | Meilleure position | Certifications                                                                   |
| Titre                                                              | Détails de l'album                                                    | FRA                | FLA                | WAL                | P-B                | CH                 | ESP                | ITA                | Certifications                                                                   |
| ------------------------------------------------------------------ | --------------------------------------------------------------------- | ------------------ | ------------------ | ------------------ | ------------------ | ------------------ | ------------------ | ------------------ | -------------------------------------------------------------------------------- |
| Journal intime                                                     | Date de sortie : 25 août 2017 Label : Warner, Rec 118, Parlophone     | 6                  | 143                | 34                 | —                  | —                  | —                  | —                  | SNEP : Platine                                                                   |
| Nakamura                                                           | Date de sortie : 2 novembre 2018 Label : Warner, Rec 118, Parlophone  | 3                  | 29                 | 8                  | 10                 | 20                 | 92                 | 90                 | BEA : Platine · SNEP : Diamant · MC : Or · FIMI : Or · IFPI : Or · : 2 × Diamant |
| AYA                                                                | Date de sortie : 13 novembre 2020 Label : Warner, Rec 118, Parlophone | 2                  | 14                 | 2                  | 36                 | 8                  | 71                 | —                  | SNEP : 2 × Platine · : Platine                                                   |
| DNK                                                                | Date de sortie : 27 janvier 2023 Label : Warner, Rec 118, Parlophone  | 1                  | 65                 | 2                  | —                  | 6                  | —                  | —                  | SNEP : Platine · : Or                                                            |
| « — » indique que le titre n'est pas sorti ou classé dans le pays. |                                                                       |                    |                    |                    |                    |                    |                    |                    |                                                                                  |

## Singles

### En tant qu'artiste principale
| Titre                                                              | Année | Meilleure position | Meilleure position | Meilleure position | Meilleure position | Meilleure position | Meilleure position | Meilleure position | Meilleure position | Meilleure position | Meilleure position | Meilleure position | Certifications | Album             |
| Titre                                                              | Année | FRA                | FLA                | WAL                | P-B                | CH                 | ALL                | SUE                | ISR                | ROU                | ESP ,              | ITA ,              | Certifications | Album             |
| ------------------------------------------------------------------ | ----- | ------------------ | ------------------ | ------------------ | ------------------ | ------------------ | ------------------ | ------------------ | ------------------ | ------------------ | ------------------ | ------------------ | --- | ----------------- |
| Brisé                                                              | 2015  | —                  | —                  | —                  | —                  | —                  | —                  | —                  | —                  | —                  | —                  | —                  | SNEP : Or | Journal intime    |
| Oublier                                                            | 2016  | 96                 | —                  | —                  | —                  | —                  | —                  | —                  | —                  | —                  | —                  | —                  | | Journal intime    |
| Super héros (feat. Gradur)                                         | 2016  | 34                 | —                  | —                  | —                  | —                  | —                  | —                  | —                  | —                  | —                  | —                  | | Journal intime    |
| Comportement                                                       | 2017  | 13                 | —                  | 40                 | —                  | —                  | —                  | —                  | —                  | —                  | —                  | —                  | SNEP : Diamant · : Platine | Journal intime    |
| Oumou Sangaré                                                      | 2017  | 116                | —                  | —                  | —                  | —                  | —                  | —                  | —                  | —                  | —                  | —                  | SNEP : Or | Journal intime    |
| Angela                                                             | 2017  | 139                | —                  | —                  | —                  | —                  | —                  | —                  | —                  | —                  | —                  | —                  | | Journal intime    |
| Drogué                                                             | 2018  | —                  | —                  | —                  | —                  | —                  | —                  | —                  | —                  | —                  | —                  | —                  | | Single uniquement |
| Le Passé                                                           | 2018  | —                  | —                  | —                  | —                  | —                  | —                  | —                  | —                  | —                  | —                  | —                  | SNEP : Or · : Or | Single uniquement |
| Djadja (solo ou en featuring remixé avec Loredana ou Maluma)       | 2018  | 1                  | 16                 | 16                 | 1                  | 31                 | 43                 | 72                 | 2                  | 1                  | 5                  | 23                 | BVMI : Or · IFPI : Or · BEA : 4 × Platine · MC : 2 × Platine · PME : 3 × Platine · SNEP : Diamant · FIMI : 2 × Platine · NVPI : 2 × Platine · AFP : Platine · BPI : Argent · IFPI : Or · IFPI : Or · ZPAV : Or · : 17 × Diamant · (solo) · : 7 × Diamant · (ft.Maluma) · : Platine · (ft.Loredana) · : Or · (ft.Afro B) | Nakamura          |
| Copines                                                            | 2018  | 1                  | —                  | 7                  | 46                 | 60                 | —                  | —                  | —                  | —                  | —                  | —                  | BEA : Or · SNEP : Diamant · FIMI: Or · MC : Platine · : 7 × Diamant | Nakamura          |
| La Dot                                                             | 2018  | 3                  | —                  | 32                 | —                  | 71                 | —                  | —                  | —                  | —                  | —                  | —                  | SNEP : Diamant · : Platine | Nakamura          |
| Pookie                                                             | 2019  | 5                  | 18                 | 9                  | —                  | 55                 | —                  | —                  | —                  | —                  | —                  | 2                  | BEA : 3 × Platine · SNEP : Diamant · FIMI : 3 × Platine · MC: Or · : Platine · (ft.Lil Pump) · : 2 × Diamant · (ft.Capo Plaza) · : 3 × Diamant · (solo) | Nakamura          |
| Soldat                                                             | 2019  | 8                  | —                  | —                  | —                  | —                  | —                  | —                  | —                  | —                  | —                  | —                  | SNEP : Platine | Nakamura          |
| 40%                                                                | 2019  | 4                  | —                  | 30                 | —                  | —                  | —                  | —                  | —                  | —                  | —                  | —                  | SNEP : Diamant · : Platine | Nakamura          |
| Jolie Nana                                                         | 2020  | 1                  | 8                  | 2                  | 18                 | 4                  | —                  | —                  | —                  | —                  | —                  | —                  | SNEP : Diamant · BEA : 2 × Platine · : 2 × Diamant | AYA               |
| Doudou                                                             | 2020  | 6                  | —                  | 40                 | —                  | 61                 | —                  | —                  | —                  | —                  | —                  | —                  | SNEP : Diamant · : Or | AYA               |
| Plus jamais (feat. Stormzy)                                        | 2020  | 1                  | —                  | 36                 | —                  | 24                 | —                  | —                  | —                  | —                  | —                  | —                  | SNEP : Diamant · : Platine | AYA               |
| Fly                                                                | 2021  | 8                  | —                  | —                  | —                  | —                  | —                  | —                  | —                  | —                  | —                  | —                  | SNEP : Platine | AYA               |
| Bobo                                                               | 2021  | 3                  | —                  | 44                 | 67                 | 22                 | —                  | —                  | —                  | —                  | —                  | —                  | SNEP : Diamant · : Diamant | —                 |
| Dégaine (feat. Damso)                                              | 2022  | 1                  | —                  | 15                 | 19                 | 19                 | —                  | —                  | —                  | —                  | —                  | —                  | SNEP : Diamant · : Platine | —                 |
| Méchante                                                           | 2022  | 27                 | —                  | —                  | 14                 | —                  | —                  | —                  | —                  | —                  | —                  | —                  | | —                 |
| VIP                                                                | 2022  | 39                 | —                  | —                  | —                  | —                  | —                  | —                  | —                  | —                  | —                  | —                  | SNEP : Or | —                 |
| SMS                                                                | 2022  | 16                 | —                  | —                  | —                  | —                  | —                  | —                  | —                  | —                  | —                  | —                  | SNEP : Or | DNK               |
| Baby                                                               | 2023  | 2                  | —                  | 8                  | 14                 | 22                 | —                  | —                  | —                  | —                  | —                  | —                  | SNEP : Diamant · : Platine | DNK               |
| Chérie                                                             | 2023  | 23                 | —                  | —                  | —                  | —                  | —                  | —                  | —                  | —                  | —                  | —                  | SNEP : Or | DNK               |
| Bisous                                                             | 2023  | 62                 | —                  | —                  | —                  | —                  | —                  | —                  | —                  | —                  | —                  | —                  | | DNK               |
| Hypé                                                               | 2024  | 2                  | —                  | —                  | —                  | 50                 | —                  | —                  | —                  | —                  | —                  | —                  | SNEP : Diamant | —                 |
| Hypé (feat. Ayra Starr)                                            | 2024  | 7                  | —                  | —                  | —                  | —                  | —                  | —                  | —                  | —                  | —                  | —                  | · : Or[réf. nécessaire] | —                 |
| Doggy                                                              | 2024  | 19                 | —                  | —                  | —                  | —                  | —                  | —                  | —                  | —                  | —                  | —                  | SNEP : Or | —                 |
| 42                                                                 | 2024  | 26                 | —                  | —                  | —                  | —                  | —                  | —                  | —                  | —                  | —                  | —                  | SNEP : Platine | —                 |
| Chimiyé                                                            | 2025  | 53                 | —                  | —                  | —                  | —                  | —                  | —                  | —                  | —                  | —                  | —                  | — | —                 |
| Baddies (feat. Joé Dwèt Filé)                                      | 2025  | 7                  | —                  | 48                 | —                  | 81                 | —                  | —                  | —                  | —                  | —                  | —                  | SNEP : Or | —                 |
| « — » indique que le titre n'est pas sorti ou classé dans le pays. |       |                    |                    |                    |                    |                    |                    |                    |                    |                    |                    |                    | |                   |

### Collaborations
| Titre                                                              | Année | Meilleure position | Meilleure position | Certifications   | Album                       |
| Titre                                                              | Année | FRA                | WAL                | Certifications   | Album                       |
| ------------------------------------------------------------------ | ----- | ------------------ | ------------------ | ---------------- | --------------------------- |
| Love d'un voyou (Fababy feat. Aya Nakamura)                        | 2016  | 9                  | 37 (tip)           | SNEP : Or        | Ange et Démon               |
| Sorry (Abou Debeing feat. Aya Nakamura)                            | 2017  | 188                | —                  |                  | Debeinguerie                |
| Bad Boy (Fally Ipupa feat. Aya Nakamura)                           | 2017  | 69                 | —                  | SNEP : Platine   | Tokooos                     |
| Moi je vérifie (Naza feat. Dadju, Aya Nakamura)                    | 2017  | 185                | —                  |                  | Incroyable                  |
| Cadeau (Aya Nakamura & Naza)                                       | 2018  | 171                | —                  | SNEP : Platine   | Game Over                   |
| Pourquoi tu forces ? (DJ Erise feat. Aya Nakamura)                 | 2018  | 32                 | —                  | SNEP : Or        | Pourquoi tu forces - Single |
| Comme ci comme ça (Tour 2 Garde feat. Aya Nakamura)                | 2018  | —                  | —                  |                  | Victory                     |
| Dale x Love Therapy (Hamza) feat. Aya Nakamura)                    | 2019  | 170                | —                  | SNEP : Platine   | Paradise                    |
| Follow Back (Dabs feat. Aya Nakamura)                              | 2019  | 108                | —                  | SNEP : Or        | Mainmise                    |
| Je m'en tape (Oboy feat. Dopebwoy, Aya Nakamura)                   | 2019  | 112                | —                  | SNEP : Or        | Omega                       |
| C'est Cuit (Major Lazer feat. Aya Nakamura et Swae Lee)            | 2021  | 72                 | —                  | SNEP : Or · : Or | Music Is the Weapon         |
| Panama (Capo Plaza feat. Aya Nakamura)                             | 2021  | 40                 | —                  | FIMI : Or        | PLAZA (Deluxe Edition)      |
| Sans moi (Franglish feat. Aya Nakamura)                            | 2021  | 41                 | —                  | SNEP : Or        | Vibe                        |
| Contvct (Rsko feat. Aya Nakamura)                                  | 2022  | 32                 | —                  | SNEP : Or        | LMBD                        |
| Djo (Franglish feat. Hamza et Aya Nakamura)                        | 2023  | 18                 | —                  |                  | MOOD3 (Glish)               |
| Avec classe (Corneille feat. Trinix et Aya Nakamura)               | 2024  | 20                 | 31                 | SNEP : Platine   | single uniquement           |
| Chaleur (Werenoi feat. Aya Nakamura)                               | 2024  | 19                 | —                  | SNEP : Or        | PYRAMIDE                    |
| Si Si (DjLeska feat. Aya Nakamura et Morad)                        | 2024  | 87                 | —                  |                  | single uniquement           |
| Chouchou (DJ Kawest feat. Aya Nakamura)                            | 2025  | 119                | —                  |                  | single uniquement           |
| « — » indique que le titre n'est pas sorti ou classé dans le pays. |       |                    |                    |                  |                             |

## Autres chansons classées
| Titre                                                              | Année | Meilleure position | Meilleure position | Meilleure position | Certifications            | Album          |
| Titre                                                              | Année | FRA                | WAL                | SUI                | Certifications            | Album          |
| ------------------------------------------------------------------ | ----- | ------------------ | ------------------ | ------------------ | ------------------------- | -------------- |
| Sucette (feat. Niska)                                              | 2018  | 4                  | —                  | —                  | SNEP : Diamant · : Or     | Nakamura       |
| Oula                                                               | 2018  | 5                  | —                  | —                  | SNEP : Platine            | Nakamura       |
| Pompom                                                             | 2018  | 8                  | —                  | —                  | SNEP : Platine · : Or     | Nakamura       |
| Ça fait mal                                                        | 2018  | 13                 | —                  | —                  | SNEP : Or                 | Nakamura       |
| Whine Up                                                           | 2018  | 15                 | —                  | —                  | SNEP : Or                 | Nakamura       |
| Gangster                                                           | 2018  | 18                 | —                  | —                  | SNEP : Or                 | Nakamura       |
| Faya                                                               | 2018  | 21                 | —                  | —                  | SNEP : Or                 | Nakamura       |
| Gang (feat. Davido)                                                | 2018  | 21                 | —                  | —                  | SNEP : Or                 | Nakamura       |
| Dans ma bulle                                                      | 2018  | 40                 | —                  | —                  |                           | Nakamura       |
| Claqué                                                             | 2019  | 45                 | —                  | —                  |                           | Nakamura       |
| Idiot                                                              | 2019  | 64                 | —                  | —                  | SNEP : Or                 | Nakamura       |
| Préféré (feat. Oboy)                                               | 2020  | 4                  | —                  | —                  | SNEP : Platine            | AYA            |
| Tchop                                                              | 2020  | 7                  | —                  | 62                 |                           | AYA            |
| Sentiments grandissants                                            | 2020  | 9                  | —                  | —                  |                           | AYA            |
| Love de moi                                                        | 2020  | 13                 | —                  | —                  |                           | AYA            |
| Biff                                                               | 2020  | 14                 | —                  | —                  |                           | AYA            |
| Nirvana                                                            | 2020  | 17                 | —                  | —                  | SNEP : Or                 | AYA            |
| Ça blesse                                                          | 2020  | 18                 | —                  | —                  |                           | AYA            |
| Hot                                                                | 2020  | 19                 | —                  | —                  | SNEP : Or                 | AYA            |
| La Machine                                                         | 2020  | 21                 | —                  | —                  | SNEP : Platine            | AYA            |
| Mon chéri                                                          | 2020  | 27                 | —                  | —                  |                           | AYA            |
| Mon Lossa (feat. Ms Banks)                                         | 2020  | 28                 | —                  | —                  |                           | AYA            |
| Corazon                                                            | 2023  | 27                 | —                  | —                  |                           | DNK            |
| Daddy (feat. SDM)                                                  | 2023  | 6                  | —                  | 99                 | SNEP : Or                 | DNK            |
| Tous les jours                                                     | 2023  | 37                 | —                  | —                  | SNEP : Or                 | DNK            |
| T'as peur (feat. Myke Towers)                                      | 2023  | 38                 | —                  | —                  | PME : Platine · : Platine | DNK            |
| Beleck                                                             | 2023  | 39                 | —                  | —                  |                           | DNK            |
| Cadeau (feat. Tiakola)                                             | 2023  | 4                  | 47                 | —                  | SNEP : Or · : Or          | DNK            |
| Coller                                                             | 2023  | 51                 | —                  | —                  |                           | DNK            |
| Le goût                                                            | 2023  | 59                 | —                  | —                  |                           | DNK            |
| Chacun (feat. Kim)                                                 | 2023  | 25                 | —                  | —                  |                           | DNK            |
| Haut niveau                                                        | 2023  | 56                 | —                  | —                  |                           | DNK            |
| Bloqué                                                             | 2023  | 80                 | —                  | —                  |                           | DNK            |
| Fin                                                                | 2023  | 106                | —                  | —                  |                           | DNK            |
| J'ai mal                                                           | 2023  | 18                 | —                  | —                  |                           | DNK            |
| Karma                                                              | 2017  | 162                | —                  | —                  |                           | Journal intime |
| Problèmes (feat. MHD)                                              | 2017  | 135                | —                  | —                  | SNEP : Or                 | Journal intime |
| Fuego (feat Dadju)                                                 | 2017  | 119                | —                  | —                  | SNEP : Or                 | Journal intime |
| J'ai mal (part.2)                                                  | 2017  | 18                 | —                  | —                  | SNEP : Or                 | Journal intime |
| Soirée parisienne (feat Jizo Djohn)                                | 2017  | 191                | —                  | —                  | SNEP : Or                 | Journal intime |
| « — » indique que le titre n'est pas sorti ou classé dans le pays. |       |                    |                    |                    |                           |                |